# Porum
Porum és un poble dels Estats Units a l'estat d'Oklahoma. Segons el cens del 2000 tenia 725 habitants.

## Demografia
Segons el cens del 2000, Porum tenia 725 habitants, 301 habitatges, i 202 famílies. La densitat de població era de 373,2 habitants per km².
Dels 301 habitatges en un 31,6% hi vivien nens de menys de 18 anys, en un 43,9% hi vivien parelles casades, en un 17,9% dones solteres, i en un 32,6% no eren unitats familiars. En el 28,9% dels habitatges hi vivien persones soles el 16,9% de les quals corresponia a persones de 65 anys o més que vivien soles. El nombre mitjà de persones vivint en cada habitatge era de 2,41 i el nombre mitjà de persones que vivien en cada família era de 2,97.
Per edats la població es repartia de la següent manera: un 27,9% tenia menys de 18 anys, un 10,5% entre 18 i 24, un 20,7% entre 25 i 44, un 24,3% de 45 a 60 i un 16,7% 65 anys o més.
L'edat mediana era de 35 anys. Per cada 100 dones de 18 o més anys hi havia 90,2 homes.
La renda mediana per habitatge era de 18.009 $ i la renda mediana per família de 19.474 $. Els homes tenien una renda mediana de 25.357 $ mentre que les dones 18.333 $. La renda per capita de la població era de 9.147 $. Entorn del 35,3% de les famílies i el 41,3% de la població estaven per davall del llindar de pobresa.

## Poblacions més properes
El següent diagrama mostra les poblacions més properes.